# エア・イタリー・ポーランド
エア・イタリー・ポーランド(英語:Air Italy Polska)はポーランドのワルシャワにあったチャーター航空会社。イタリアにあるエア・イタリーにより2007年に設立され、主にポーランドの旅行会社に対して航空サービスを提供していた。

## 就航都市

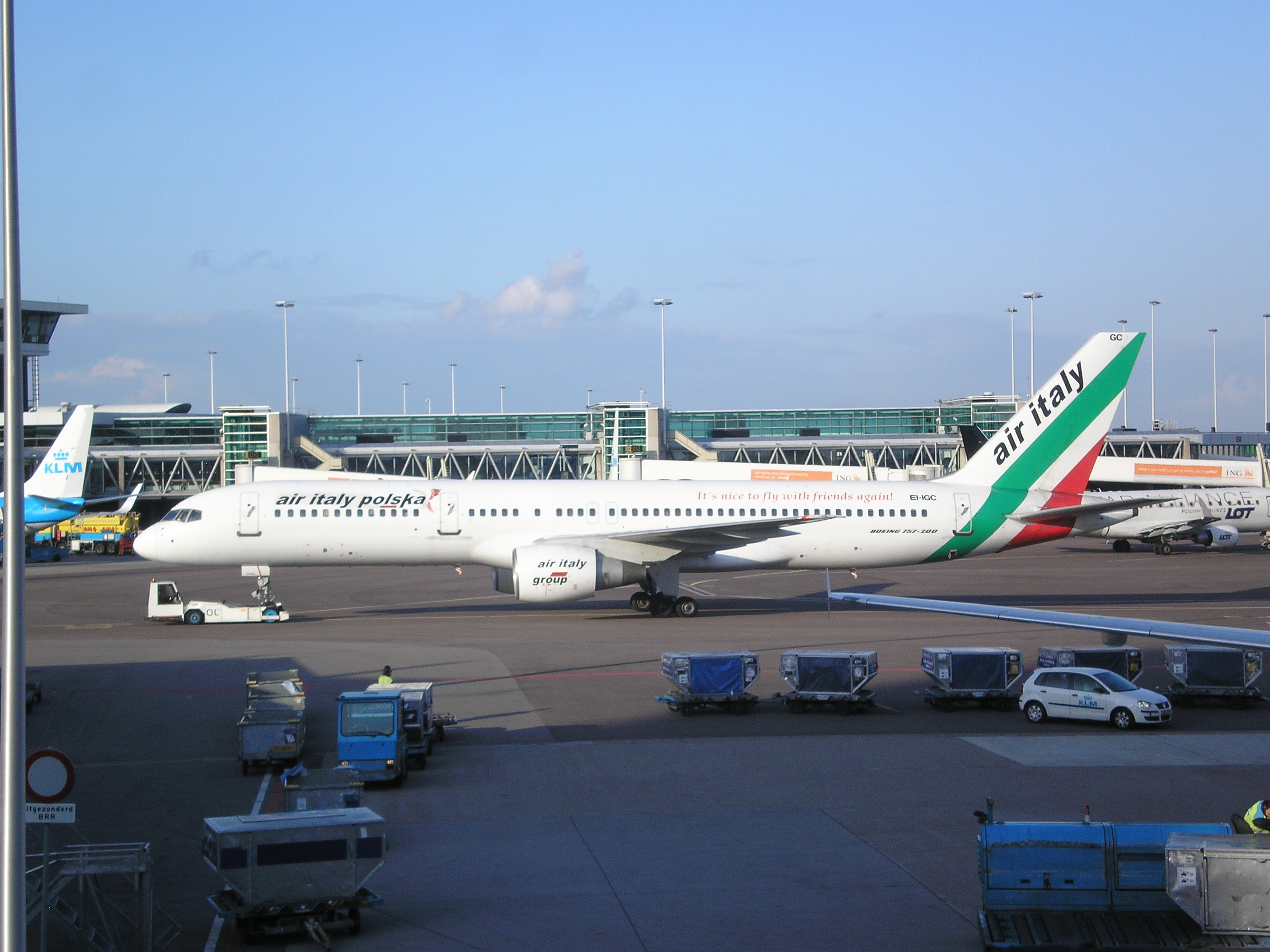
ボーイング757-200型機

### ヨーロッパ
- ポーランド
  - ワルシャワ
  - ポズナン
  - カトヴィツェ
  - ヴロツワフ
- イタリア
  - レッジョ・ディ・カラブリア
- ギリシャ
  - ハニア
  - イラクリオン
  - ロードス
  - ザキントス
- キプロス
  - パフォス

### アフリカ
- エジプト
  - フルガダ
  - シャルム・エル・シェイク
- チュニジア
  - モナスティル
- モロッコ
  - アガディール
- カーボベルデ
  - サル

### アジア
- トルコ
  - アンタルヤ
  - ボドルム
- タイ
  - バンコク
- インド
  - ゴア

### 南北アメリカ
- キューバ
  - バラデーロ
- ドミニカ共和国
  - ラ・ロマーナ
- ベネズエラ
  - ポルラマル

## 保有機材
2009年7月22日現在の保有機材は以下の通り。